# 9619 Terrygilliam
9619 Terrygilliam este un asteroid din centura principală de asteroizi.

## Descriere
9619 Terrygilliam este un asteroid din centura principală de asteroizi. A fost descoperit pe 17 martie 1993 la Observatorul La Silla în cadrul programului UESAC. Asteroidul prezintă o orbită caracterizată de o semiaxă mare de 2,38 ua, o excentricitate de 0,25 și o înclinație de 6,1° în raport cu ecliptica.